# Лисунов Микола Іванович
Лисунів Микола Іванович (1 травня 1920 — 1 липня 1971) — радянський офіцер, Герой Радянського Союзу (1943), в роки німецько-радянської війни командир взводу 7-ї стрілецької роти 465-го стрілецького полку 167-ї Сумської Червонопрапорної стрілецької дивізії 38-ї армії Воронезького фронту, молодший лейтенант.

## Біографія
Народився 1 травня 1920 року в місті Лебедині (нині Сумської області) в сім'ї робітника. 1936 року закінчив 8 класів середньої школи. Працював машиністом на шахті в місті Дзержинськ Донецької області і одночасно навчався в Дзержинському аероклубі.
У Червоній Армії з червня 1941 року. Був курсантом Чугуївської школи військових льотчиків, 1944 року — закінчив курси вдосконалення офіцерського складу. Брав участь у боях німецько-радянської війни з січня 1942 року. Воював на Воронезькому і 1-му Українському фронтах.
У ніч на 30 вересня 1943 року молодший лейтенант М. І. Лисунов, прийнявши на себе командування ротою, повів її в атаку через старе русло Дніпра в районі села Вишгорода (нині місто Київської області). У ході трьох атак рота знищила близько 100 гітлерівців і 6 кулеметних точок. Особисто М. І. Лисунов проявив мужність і стійкість, вміло керував підрозділом. Був поранений.
Указом Президії Верховної Ради СРСР від 13 листопада 1943 року за мужність, стійкість і відвагу, проявлені при форсуванні Дніпра і утриманні плацдарму на його правому березі, молодшому лейтенанту Миколі Івановичу Лисунову присвоєно звання Героя Радянського Союзу з врученням ордена Леніна і медалі «Золота Зірка» (№ 2320).

Могила Миколи Лисунова

В запасі з березня 1947 року. Мешкав у Києві, працював начальником постачання на заводі залізобетонних виробів. Помер 1 липня 1971 року, похований у на Лук'янівському військовому цвинтарі.

## Нагороди
Нагороджений орденом Леніна, орденом Богдана Хмельницького 3 ступеня, медалями.